# جورج فريسبي هور
كان جورج فريسبي هور (29 أغسطس 1826-30 سبتمبر 1904) سياسيًا أمريكيًا بارزًا وعضو مجلس الشيوخ الأمريكي من ماساتشوستس منذ عام 1877 حتى عام 1904؛ وكان ينتمي إلى عائلة كبيرة أصبحت بارزة سياسيًا في نيو إنجلاند في القرنين الثامن عشر والتاسع عشر.

## الحياة السياسية
انتُخِب هور لمجلس النواب في ماساتشوستس في عام 1852 ولمجلس شيوخ ماساتشوستس في عام 1857.
مثل ولاية ماساتشوستس كعضو في مجلس النواب الأمريكي لأربع دورات انتخابية منذ عام 1869 حتى عام 1877؛ وخدم بعدها في مجلس الشيوخ الأمريكي حتى وفاته خلال فترة ولايته الخامسة. خدم معه شقيقه إبينيزر روكود هور لفترة ولاية واحدة خلال خدمته في المجلس منذ عام 1873 حتى عام 1875. كان هور جمهوريًا، وتجنب عمومًا التحيز الحزبي، ولم يتردد في انتقاد أعضاء آخرين في حزبه ممن اعتقد أن أفعالهم أو سياساتهم كانت خاطئة. كان رئيسًا للمؤتمر الوطني الجمهوري لعام 1880. رفض هور اعتراض جيمس غارفيلد، الذي فاز في النهاية بترشيح الحزب والانتخابات الرئاسية، على الإدلاء بأصواته دون موافقته. قال لاحقًا: «كنت خائفًا للغاية من أن يقول شيئًا يجعل ترشيحه مستحيلًا».
لطالما اشتهر هور بنضاله ضد الفساد السياسي. نظّم حملة من أجل حقوق الأمريكيين من أصل أفريقي والأمريكيين الأصليين، وذلك على الرغم من أن «حملته» من أجل الأمريكيين الأصليين تضمنت تفكيك الأراضي القبلية من أجل توطين البيض. كان من أشد المدافعين عن قانون دوز ومخططات التخصيص التي سرقت ملايين الأفدنة من أراضي السكان الأصليين. برر هذه الآراء بمقارنة العلاقات الهندية الفيدرالية بعلاقات «الأب بابنه أو بالوصي على قاصر مجنون». عارض قانون الاستبعاد الصيني لعام 1882، ووصفه بانه «ليس أقل شأنًا من إضفاء الشرعية على التمييز العنصري». كان عضوًا في لجنة الانتخابات بالكونغرس التي حسمت الانتخابات الرئاسية الأمريكية لعام 1876 المتنازع عليها بشدة. كتب قانون الخلافة الرئاسية لعام 1886.
جادل هور في مجلس الشيوخ لصالح حق النساء في التصويت منذ عام 1886. كان معارضًا ثابتًا للإمبريالية الأمريكية. لم يشارك زملائه في مجلس الشيوخ حماسهم للتدخل الأمريكي في كوبا في أواخر تسعينيات القرن التاسع عشر. التقى في ديسمبر عام 1897 بقادة هاواي الأصليين المعارضين لضم أمتهم. قدم عرائض اعتراضية إلى الكونغرس وساعد في دحض محاولة الرئيس ويليام ماكينلي لضم جمهورية هاواي بموجب معاهدة؛ وذلك على الرغم من ضم الجزر في النهاية عن طريق قرار مشترك يسمى قرار نيولاندز.

أصبح هور بعد الحرب الإسبانية الأمريكية أحد أكثر المعارضين بشكل علني في مجلس الشيوخ للإمبريالية تحت إدارة ماكينلي. ندد بالحرب الفلبينية الأمريكية ودعا إلى استقلال الفلبين في خطاب استمر 3 ساعات في مجلس الشيوخ قال فيه:
ضحيتم بحياة حوالي عشرة آلاف أمريكي، وهم زهرة شبابنا، ودمرتم مقاطعات، وقتلتم آلافًا لا تحصى من الأشخاص الذين ترغبون في الاستفادة منهم، وأقمتم معسكرات إعادة تجميع. يعود جنرالاتكم إلى الوطن من حصادهم حاملين معهم حزمًا على شكل آلاف آخرين من المرضى والجرحى والمجانين ليعيشوا حياة بائسة محطمة في الجسد والعقل. جعلتم العلم الأمريكي في عيون العديد من الناس شعارًا لتدنيس المقدسات في الكنائس المسيحية، وشعار حرق المساكن البشرية، ورعب التعذيب المائي. نظرت حنكتكم السياسية العملية، التي تستهزئ بأخذ جورج واشنطن وأبراهام لنكولن أو جنود الثورة أو الحرب الأهلية كنماذج، في بعض الحالات إلى إسبانيا كمثال لكم على ذلك. أعتقد، بل أنا أعلم، أن ضباطنا وجنودنا بشكل عام إنسانيون، ولكنهم، وفي بعض الحالات، خاضوا حربكم بمزيج من البراعة الأمريكية والوحشية القشتالية. نجحت حنكتكم السياسية العملية في تحويل شعب كان مستعدًا قبل ثلاث سنوات للخضوع لأمريكا والترحيب بها كمحرر استقبل رجالك عندما هبطوا على تلك الجزر بحنان وامتنان إلى أعداء متجهمون لا يمكن التوفيق بينهم، ويملكون حقدًا لا يمكن القضاء عليه لقرون.
ضغط هور وعمل في لجنة مجلس الشيوخ الأمريكي حول الفلبين حيث حقق في مزاعم أُكِّدت لاحقًا بارتكاب جرائم حرب في الحرب الفلبينية الأمريكية. شجب تدخل الولايات المتحدة في بنما، وصوت ضد قانون الاستبعاد الصيني.